# Juan Pérez de Montalbán
Juan Pérez de Montalbán (Madrid, 1602 – Madrid, 1638. június 25.) spanyol költő, korának népszerű drámaírója. Sikereit elsősorban mesterének, Lope de Vegának köszönhette.

## Életútja
Kitért zsidó könyvkiadó fia volt. Tizennyolc éves korában segédlelkész lett, 1625-ben felszentelték pappá és az inkvizíció jegyzőjévé nevezték ki. 1619-ben Lope de Vega irányítása alatt kezdett színdarabokat írni. Állítólag mestere segítségével írta a 230 stanzából álló El Orfeo en lengua castellana (1624) című elbeszélő költeményét is, mely Juan de Jáuregui költőnek ugyanabban az évben kiadott Orfeójával versengve készült. 
Mint Lope de Vega, Juan Pérez is az irodalmi termékenység babérjaira pályázott, de kevesebb tehetséggel. Mintegy száz színpadi művet, komédiát és tragédiát írt, ám legtöbb darabja alig több ügyes improvizációnál (kivéve pl. ezt: Los Amantes de Teruel). Színdarabjairól azonban Mesonero Romanos 19. századi spanyol író általában elismerőleg nyilatkozott. Kiemelte szellemes színpadi fordulatait, bonyodalmainak ügyességét, stílusa erejét, találó tréfáit. A kritika mégis inkább legfeljebb másodrendű drámaírónak tartja. Népszerűek voltak a Sucesos y prodigios de amor (1624) és a Para todos (1632) című prózai történetei is.
A megfeszített munka, az apjának egy kalózkiadása által keltett vita és Lope de Vega halála megviselte idegzetét. Másfél évvel halála előtt elméje elborult, fiatalon halt meg. 1635–1638-ban megjelent darabjai mind mestere stílusában készültek és a színpadon sikert arattak. Utolsó munkája Lope de Vega lelkesült hangú életrajza volt (1636).